# Aleksandra Skoczilenko
Aleksandra Jurjewna Skoczilenko (ros. Александра Юрьевна Скочиленко; ur. 13 września 1990 w Petersburgu) – rosyjska artystka i aktywistka polityczna.

## Życiorys

### Młodość i edukacja
Skoczilenko pochodzi z Petersburga. Ukończyła z wyróżnieniem studia w zakresie antropologii na Petersburskim Uniwersytecie Państwowym.

### Działalność aktywistyczna
Brała udział w protestach przeciwko pełnoskalowej inwazji Rosji na Ukrainę w marcu 2022 roku. Została aresztowana i przetrzymana na noc w areszcie. Kolejnego dnia sąd uznał ją za winną i nakazał zapłatę grzywny w wysokości 10 000 rubli.
11 kwietnia 2022 roku została aresztowana w związku z akcją pokojowego protestu. Jej działania polegały na zaklejaniu etykiet z cenami w sklepach i umieszczanie na nich informacji o zbombardowaniu przez Rosję szkoły artystycznej w Mariupolu oraz ataku lotniczym na teatr w Mariupolu. O działaniach artystki organy ścigania poinformowała 72-letnia emerytka. Policja skonfiskowała komputer Skoczilenko oraz drukarkę, z której korzystała ona do drukowania naklejek. Została oskarżona o „publiczne rozpowszechnianie fałszywych informacji o rosyjskich siłach zbrojnych”. 13 kwietnia jej prawnik zawnioskował o zwolnienie warunkowe, jako powód podając zagrożenie życia związane z celiakią, na którą cierpi Skoczilenko; sąd nie przychylił się do wniosku. 9 maja została przeniesiona do innej celi, areszt zaczął również oferować jej dietę bezglutenową. 11 maja napisała list otwarty, w którym odniosła się do warunków panujących w areszcie. Groziła jej kara od 5 do 10 lat więzienia oraz grzywna w wysokości 3 milionów rubli. Jej obrona wielokrotnie wnosiła o zwolnienie jej z aresztu w związku z wieloma problemami zdrowotnymi, z którymi się zmaga, m.in. z zespołem stresu pourazowego oraz z wadami serca.
W lipcu 2022 roku udzieliła wywiadu Radiu Wolna Europa. 7 lipca 2023 roku jej areszt został przedłużony do 10 października. 16 listopada, po 19 miesiącach aresztu, została skazana przez petersburski sąd na 7 lat więzienia; prokurator wnioskował o 8 lat bezwzględnego więzienia.
1 sierpnia 2024 roku została zwolniona z więzienia w wyniku wymiany więźniów w Ankarze pomiędzy Rosją a krajami popierającymi Ukrainę. Dołączyła do swojej rodziny oraz partnerki w Kolonii.
W lipcu 2022 roku Stowarzyszenie Memoriał uznało ją za więźnia politycznego, a Amnesty International za więźnia sumienia. BBC umieściło ją na swojej liście 100 Women BBC.

### Życie prywatne
Jest lesbijką. Cierpi na celiakię.